# Korrekelder
Korrekelder is sedert 1961 de naam van een vestzaktheater en een tentoonstellingsruimte in de kelder van een kantoorgebouw aan het Kraanplein te Brugge.
Na het overlijden van hoofdsponsor Gaston Cools in 1992 en de geleidelijk overgang van de theateractiviteit naar andere zalen werd de Korrekelder in 1997 gesloten. In 1999 werd getracht om de werking terug op te starten, maar het project werd na twee jaar stopgezet. Meerdere pogingen om de kelder als horecabedrijf uit te baten waren evenmin succesvol. Sedert het overlijden van medestichtster Mia (Maria) Cools in 2018 wacht de Korrekelder op een nieuwe bestemming.

## Oorsprong
Eind jaren 1950 ontstond in Brugge de Groep 17 die in verschillende, maar vooral grafische, kunstdisciplines actief was. Voortrekkers waren Albert Setola en René Vanhoutryve, leraars aan de Academie voor Schone Kunsten Brugge. Leden waren onder meer Aimée Mary en Renaat Bosschaert. Op hetzelfde ogenblik was er rond de familie Cools (Mia Cools, haar echtgenoot tandarts Fernand Simoens en haar vader, lokaal politicus en ondernemer Gaston Cools) een groepje theaterliefhebbers ontstaan met de naam De Korre (de vissersterm voor een trechtervormig sleepnet) dat zich niet meer thuis voelde in de traditionele schouwburgen en droomde van een vestzaktheater in Brugge, in navolging van wat al in Antwerpen, Mechelen en Gent bestond. 
De twee groepen vonden elkaar en Gaston Cools liet een oude wijn- en kolenkelder onder zijn kantoorgebouw op het Kraanplein verbouwen tot een klein theater met 77 zitplaatsen en een expositieruimte. De Korrekelder werd op zaterdag 25 november 1961 plechtig geopend met een galavoorstelling van het stuk Voorlopig Vonnis van Jozef Van Hoeck. De eerste openbare voorstelling vond plaats op maandag 27 november met De Burger-Edelman van Molière. Kunstschilderes Aimée Mary kon als eerste de tentoonstellingsruimte gebruiken.

## Twintig mooie jaren
Het nieuwe theater verwierf snel een trouw publiek. Op 9 september 1965 werd de vzw De Korre opgericht, teneinde aan de theateractiviteit een degelijke juridische basis te geven. Vanaf september 1974 werd de folder waarmee de activiteiten aangekondigd werden vervangen door een driemaandelijks tijdschrift De Korre (met Pierre Boudens als verantwoordelijk uitgever en Albert Setola voor de lay-out). Het laatste gevonden nummer dateert van april 1979.
Ter gelegenheid van het twintigjarig bestaan verscheen in 1981 het boek Twintig jaar Korrekelder, samengesteld door Pierre Boudens. Korte teksten van personen die bij de werking van de Korrekelder betrokken waren worden erin afgewisseld met fotoreeksen. Op het einde volgt de lijst van de gespeelde stukken en de georganiseerde tentoonstellingen, alsook een overzicht van de gemaakte affiches.

## Neergang
Een generatie later was de smaak van het publiek veranderd en werd het, ondanks subsidies, steeds moeilijker om een klein theatertje enigszins kostendekkend te exploiteren.
In 1985 volgde André Vermaerke de met pensioen gegane directeur Pierre Boudens op. In 1987 werd Robrecht De Spiegelaere, die sedert 1984 de leiding had van Theater Malpertuis in Tielt, benoemd tot directeur. Hij startte onderhandelingen met het stadsbestuur wat er in 1991 toe leidde dat een tweede, groter, speelplateau kon gebruikt worden in De Biekorf. In 1993 kon verhuisd worden naar het vroegere marionettentheater in het (oude) concertgebouw in de Sint-Jakobsstraat en waren er, onder leiding van de hiervoor aangetrokken manager Paul Verhaeghe, contacten om het Concertgebouw aan De Korre in erfpacht te geven. Deze onderhandelingen bleven zonder gevolg. De theateractiviteit werd een tijdje verder gezet als De Korre, maar de naam verdween door een reeks fusies (Het Net, De Werf, KAAP). De Korrekelder zelf bleef nog enkele jaren in gebruik als tentoonstellingsruimte.
Bij de statutenwijziging van de vzw De Korre van 23 december 2004 verdween de familie Cools-Simoens uit het bestuur. De vereniging werd op 22 juni 2010 ontbonden.

## Mislukte heropstart
Op 15 juni 1999 werd een nieuwe vzw Korrekelder opgericht met Mia Cools, haar kleindochter Stefanie Bosschem en voormalig directeur Pierre Boudens als bestuursleden. Al op 21 december 2001 werd de vzw ontbonden en het deficit van 647.978 frank werd door het bestuur vereffend. De Korrekelder bevindt zich in de uitgaansbuurt van Brugge, maar pogingen om aan de kelder een horecafunctie te geven (met namen als De Korrekelder en Underwhere) werden een mislukking. Na het overlijden van Mia Cools in 2018 bleef de ruimte ongebruikt, al zegt de familie naar een nieuwe bestemming op zoek te zijn.

## Archief
Het Letterenhuis bezit een reeks van 117 affiches en andere archieven van de Korrekelder. In het stadsarchief van Brugge worden onder meer dossiers over de theatervoorstellingen en de tentoonstellingen uit de periode 1964-2005 bewaard.

## Televisieopnames
Volgens Twintig jaar Korrekelder werden drie voorstellingen van de Korrekelder opgenomen door de televisie. Om technische redenen gebeurde dit niet in de zaal, maar in een studio. Een ervan is Lieve Janet Rosenberg, Waarde Mr. Kooning (niet gevonden in het VRT-archief). 